# Cantal
|  | Aquest article tracta sobre el departament de Cantal. Si cerqueu el tipus de formatge, vegeu «cantal (formatge)». |

Cantal o Cantau (en occità general) o Chantal [tsaⁿˈtal, tsaⁿˈtax, tsaⁿˈta] i Chantau [tsaⁿˈtaw] en alvernès és un departament francès situat a la regió d'Alvèrnia-Roine-Alps que coincideix en part amb el massís de Cantal. Les dues primeres xifres del seu codi postal són 15. Aquest departament fou creat el 4 de març de 1790, en aplicació de la llei del 22 de desembre de 1789, a partir de la província francesa d'Alvèrnia. Antigament, es coneixia com a Alta Alvèrnia, en contraposició a la Baixa Alvèrnia, que va esdevenir el departament de Puy-de-Dôme. L'adjectiu "alta" no es refereix al nord (és el departament més al sud d'Alvèrnia) sinó al fet que és una part més elevada, dominada per muntanya. Corresponia a diferents batllies, com la de les Muntanyes d'Alvèrnia, Orlhac / Ourlhat. El nom fou el del cim més elevat de les muntanyes volcàniques del massís de Cantal, que ocupen gairebé tot el departament. Del poble de Montboudif /Mountvoudiéu n'era originari el president de la República francesa Georges Pompidou.
El departament té Orlhac com a capital. Les sotsprefectures són Mauriac (en alvenès, Mouriat) i Sant Flor / Sant-Flour.
Sols els arrondissements de Mauriac i Sant Flor són plenament auvernhats. Efectivament, dins l'arrondissement d'Orlhac, "el quasi migdia" com diuen les oficines de turisme, es parla un alvernès amb influències del guianés en la morfologia però les paraules, i sobretot les conjugacions, són emblemàticament alverneses. La ruptura amb l'alvernès no és pas total, oimés perquè el vocabulari és àmpliament comú i prou diferenciat respecte dels parlars llemosins veïns o dels parlars llenguadocians, encara que hi ha diferències.

Cal destacar que a l'Orlhagués més que més hi passa el riu d'Autra, una vall sobrenomenada 
| « | la valada dels poetas | » |

 pel gran nombre de poetes de llengua d'oc que ha donat.
Al pla religiós, el Cantal només té dues diòcesis: la de Sant Flor i la d'Orlhac, la de Mauriac no en té pas. Tanmateix, és una vila important en el domini religiós amb l'església de Nòsta Dòna di Miracles i la seva parròquia que va també en defora de la vila i inclou qualques vilatges veïns. Així doncs, el futur bisbe de Tolosa Monsenyor Geraud Saliètge fou batejat en aquella parròquia, perquè ve d'un poble que en depèn.
Al pla religiós i històric, Mauriac inclou també en l'esglesieta al costat del liceu Marmontèl la despulla de l'arquebisbe de Canterbury Thomàs Becket que fou assassinat més o menys a la demanda d'Enric II Plantagenest, que se'n penedí amargament.
No se sap pas com la despulla arribà a l'Alta Alvèrnia.
Els santflorencs presumeixen de ser més els alvernesos dels auvernhats, car Sant Flor és la darrera vila que coneix encara els hiverns alvernesos tradicionals, és a dir amb neu durant diversos mesos.

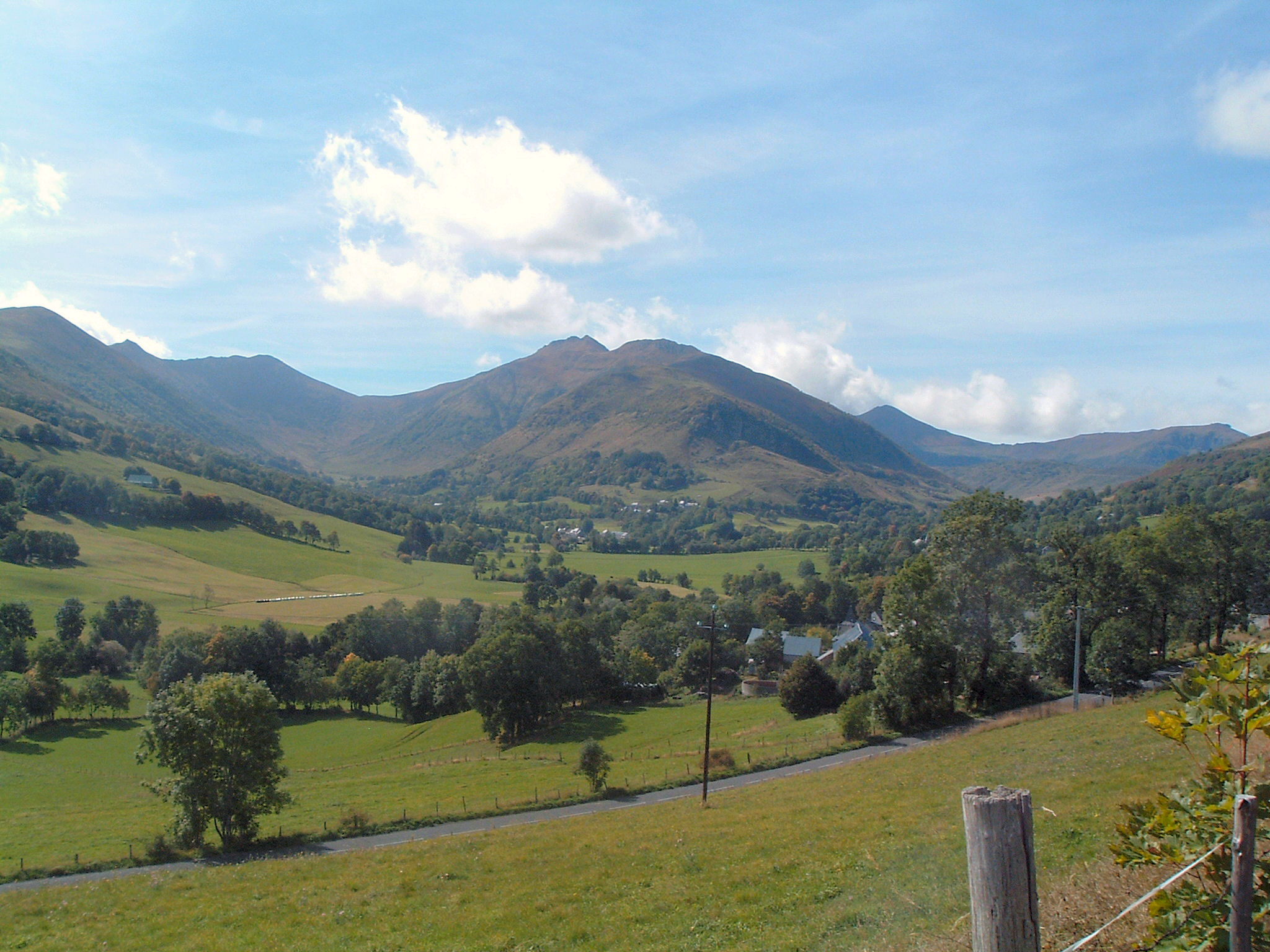
Monts del Cantal vistos des de la vila de Lavigerie